# Jason White
Jason White, född 11 november 1973 i North Little Rock, Arkansas, är en amerikansk gitarrist. Han är mest känd som punkrockbandet Green Days kompgitarrist under konserter och är numer officiell medlem i bandet. Jason är även gitarrist i bandet Pinhead Gunpowder tillsammans med Billie Joe Armstrong, som också är sångare och gitarrist i Green Day.
Han är bosatt i Little Rock i Arkansas i USA och det enda instrument han spelar är gitarr. Jason har spelat i en hel del olika band: Chino Horde, Fishwagon, Step by Step, Numbskulz, The Big Cats, The Influents, Sixteen Bullets, Monsula och, som ovan nämnt, Green Day och Pinhead Gunpowder.
Jason medverkar även i Green Days musikvideor till Wake Me Up When September Ends, When I Come Around (kyssandes med sin dåvarande flickvän i bakgrunden), 21 Guns och "Last of the American Girls".